# Time Stranger Kyoko
Time Stranger Kyoko (時空異邦人KYOKO) är en japansk shoujo-manga av Arina Tanemurai tre volymer från 2000–2001 som alla finns på svenska.

## Handling
Mangan handlar om den nyckfulla prinsessan Kyoko som egentligen inte vill vara prinsessa. Kyoko har en syster, en tvillingsyster som sedan deras födsel har legat i djup sömn. Kyoko inser snart att om hon väcker Ui, som är systerns namn, kanske hon inte längre måste vara prinsessa. Men för att lyckas med detta måste hon finna 12 Strangers.
Huvudpersoner
Kyoko
Prinsessan Kyoko är snäll men vild. Hon har en vänlig personlighet och är inte sur och elak. Kyoko skyddas av två killar som utnämndes som hennes vakter efter att de räddat henne när hon var liten.
Kungen
Kungen är kung över jorden. Kyoko är egentligen inte hans barn. Hennes pappa vet ingen vem det är. Prinsessan Ui är kungens dotter. Kungen har ett husdjur som heter Chocolat. Hon är en slags katt, en konstig art.
Chocolat
Chocolat är kungens husdjur och kungadjuret. Hon är en android med ett kattlikt utseende . Chocolat är liten och snäll, men hon kan bli sur ibland. Hon kallar kungen "The King" (engelska). Kyoko gillar att känna på Chocolats trampdynor.